# Byplanlægning i Sverige
Organiseret byplanlægning i Sverige tog sin begyndelse under 1600-tallets første halvdel. I kraft af militære successer i trediveårskrigen havde Sverige fået en ledende stilling i Nordeuropa og en udvikling af stadsvæsnet blev set som en forudsætning for, at landet skulle kunne opfylde sin stormagtsrolle, både administrativt og med en imponerende ydre fremtoning. Ikke mindre end 50 byer grundlagdes derfor på denne tid.
Næste store fase for byplanlægning og byudvikling kom med begyndelsen af den industrielle revolution. Befolkningstalerne i byerne tiltog kraftigt igen. Der krævedes en overordnet planlægning for at kunne tilgodese byernes behov for boliger, skoler, sygehuse, fængsler, fabrikker og den nye infrastruktur i form af jernbaner, vandværker, gas- og elektricitetsværker. Opgaven at formulere en sådan overordnet plan gik for Stockholms vedkommende til Albert Lindhagen, og hans planforslag blev vedtaget i 1874.
Den tredje omfattende periode for byernes udvidelse og omdannelse begyndte efter 2. Verdenskrig, da rekordårene med en lang højkonjunktur for Sveriges eksportindustri gav landet økonomiske forudsætninger for at finansiere bybygningprojekter som Norrmalm-reguleringen i Stockholm og "millionprogrammet" i hele landet.
Selvom middelalderlige byer som Stockholm og Visby ikke i forvejen var blevet planlagt ved tegnebordet, så kunne man aldrig bygge helt uden regler. Siden midten af 1300-tallet var byernes byggevæsner blevet reguleret igennem bygningsbestemmelser i Magnus Erikssons stadslov. I dag reguleres byplanlægning og byggeriet igennem plan- og byggelovene, hvor alle berørte gives mulighed at ytre sig.

## Middelalderens byer og byanlæggelse
Det formelle begreb "by" begyndte at blive taget i anvendelse i Sverige i 1200-tallet, efter tysk forbillede. Også inden da havde der eksisteret bymæssige samfund i Sverige, for eksempel Birka.
De ældste fortsat eksisterende svenske byer er Sigtuna og Lund, den sidst nævnte beliggende i datidens Danmark. Begge blev grundlagt i 900-tallet. Sigtuna blev anlagt i 970'erne efter en fastlagt plan med byggegrunde placerede langs med en central gade. I 1000-tallet voksede et antal nye byer op rundt omkring i Sverige, mange blev tidligt biskopssæder: Gamla Lödöse, Västerås, Skara med flere. Ganske lidt er kendt i hvilken grad nogen planlægning forekom ved disse byers grundlæggelse. Undersøgelser af Nyköpings ældste bylove fra begyndelsen af 1100-tallet viser dog, at man her har lagt ensartede rektangulære byggegrunde fra en hovedgade ud ned mod Nyköpingsåen.
Det var i datiden naturligt at bosætte sig og anlægge byer i områder, hvor vand- og landskommunikationer mødtes fx ved store søer, vandløb, åmundinger eller ved havet, da søfart spillede en hovedrolle. Eksempler på dette er flere byer omkring Mälaren, der fungerede som omlæsningspladser for malmen fra Bergslagen mod Stockholm. Stockholm havde en ideel beliggenhed mellem Mälaren og Østersøen. De byer, som kun havde landforbindelser, havde i middelalderen kun ringe betydning. En undtagelse var Lund, som trods sin beliggenhed inde i landet fik en ledende stilling. Årsagen til, at Lund udgjorde en undtagelse, er ikke rigtigt klarlagt, men formodentlig var domkirken afgørende for Lunds udvikling i middelalderen.
I nogle af Sveriges gamle købstæder findes fortsat større sammenhængende dele af middelalderens bebyggelse bevaret, således i Visby og i Gamla Stan (gammelstaden) i Stockholm. Her kan man studere middelalderbyplanen. Gamla Stan, eller Stadsholmen, var ikke "planlagt" men var vokset frem ud fra naturlige, topografiske forudsætninger. Det middelalderlige Stockholm med sine smalle slipper og kvarterer var på denne måde unikt i Europa; ingen tilsvarende eksempler findes. Også Visby viser en bystruktur som opstod efter geografiske forudsætninger og ikke efter en i forvejen planlagt regulering; specielt trafikforbindelsen mellem havnen og den bagvedliggende land påvirkede bydannelsen. Mens samtidige tyske havnebyer som Rostock og Lübeck allerede havde en rudenetplan, så holdt Stockholm og Visby fast ved sine uden planlægning opståede bykerner. Et omfattende afløbssystem i Visby, anlagt i begyndelsen af 1200-tallet, hvilket må være blevet bygget inden de stenhuse, som de betjente, blev opført, viser, at der trods alt må være tale om en vis planlægning af bebyggelsen. De centrale dele af Visby - med de ældste dele af bebyggelsen - består af de parallelle gader Strandgatan, Mellangatan og Sankt Hansgatan på forskellige plateauer op fra stranden. Mellem disse løber tætte smalle gyder ned mod havnen. Stora Torget på det mellemste plateau blev anlagt i 1100-tallet. Det ældre Visby udgjorde et halvcirkelformet centrum, uden for hvilket mere enkel træhusbebyggelse af mere uregelmæssige former var placeret.
- Middelalderlige stadsplaner for sammenlignelige østersøstæder
- Det middelalderlige Visby
- Stockholm i 1500-tallet
- Rostock i 1200-tallet
- Lübeck i 1880-erne

Man byggede dog ikke helt uden nogen som helst regler; i byggereglementer fra omkring 1350, som var en del af Magnus Erikssons stadslov, findes følgende forskrift: "Alle almene gader skola vare otte alner (cirka 4,8 meter) brede, så man kan ind i dem både køre og ride".
De svenske middelalderbyer var i almindelighed åbne. Bymure i sten fandtes kun omkring Visby, Stockholm og Kalmar, og nogle byer havde jordvolde. Centralpunkter i middelalderbyen var torvet og kirken. Til middelalderbyen hørte også et rådhus eller et lokale for rådsforhandlinger. Bebyggelsen var hovedsagelig opført i træ, undtagen Stockholm og Visby som tidligt også havde stenhuse. De skånske middelalderbyer blev påvirket af byggetraditionen omkring det sydlige Østersøen og bestod derfor til største del af sten- og bindingsværkshuse.

## Stadsgrundlæggelser og gadereguleringer fra Vasatiden til frihetstiden
Fra slutningen af den ældre vasatid indtil slutningen af stormagtstiden oplevede Sverige en stadsbyggeaktivitet, som manglede modstykke i datidens Europa. Godt 50 nye byer blev grundlagt i landet, inklusive Finland og andre svenske besiddelser. Dertil kommer flere planlagte nyanlæggelser, som aldrig blev til noget. Et stykke ind i 1600-tallet domineredes bybillederne af uregelmæssige rudenetmønstre, som udgår fra topografien og eksisterende markedspladser, omgjort til torve. Gaderne tjente til at sammenbinde sejlbare vande, torve og kirker, og hovedgaden lå som regel parallelt med vandet. Olof Bures byplaner for Norrlandskysten er typiske repræsentanter for denne planlægning. En anden byplanlægning frem til midten af 1600-tallet var långgatplaner (langgadeplaner), hvor hovedgaden er en fortsættelse af en landevej, som løber igennem byen, og fra hvilken tværgader forgrener sig. Anders Torstensson og Per Brahe den yngre anvendte denne model. Petter Nicolaus de Kemp fra Holland stod for udførelsen af Sveriges første retvinklede rudenetplaner, for Hisingen i 1608.
Baggrunden til denne enorme stadsbyggeaktivitet var Sveriges stormagtsstilling og fremgang i 30-årskrigen, som gav landet, i det mindste i begyndelsen, store indkomster. Anledningen til de talrige byanlæggelser var ikke bare at give stormagten et værdigt ydre, men også at skabe et hierarki af administrative centre, som også omfattede fjerntliggende landsdele.
Ved regeringsreformen i 1634 blev mange af de nye stæder residensstæder med sæde for landshövdingar (omtrent svarende til amtmænd). Byernes privilegier blev reguleret, og nogle af dem blev såkaldte stabelbyer, som fik lov at bedrive udenrigshandel. Handelen blev mod øst vestpå af Göteborg. varetaget af Stockholm og Göteborg var en af de få nygrundlagte byer som havde stabelrettigheder allerede fra begyndelsen. I Finland havde Åbo, Vyborg og Helsinkis stabelrettigheder. Göteborg fik byprivilegier i 1621 og blev den mest succesfulde af alle nyanlagte byer. Byen blev planlagt efter hollandske forbilleder med en rudenetplan, et system af indre havnekanaler og en omgivende befæstningskrans.
Efter 1634 års regeringsform skete en omfattende indflytning til Stockholm af såvel almindelige medborgere som købmænd, politikere, embedsmænd, militærfolk og en voksende intellektuel elite. Her fandtes den centrale forvaltning og rigets styre. Næsten samtidigt begyndte byens første store gaderegulering: Clas Larsson Flemings regulering af Stockholm . I året 1636 fik generalkvartermesteren Olof Hansson Örnehufvud, som var Flemings nærmeste mand, regeringens opgave at gøre "en dessein på gatorna så på malmarna som här i staden, tagandes dem så breda som han någonsin kan", det vil sige lave en byplan med bredest mulige gader for selve hovedstaden og for det to områder Norrmalm og Södermalm. Örnehufvud var elev og medhjælper hos generalmatematicus og kartograf Anders Bure, og begge havde tidligere udarbejdet planer for Jönköping og Göteborg. Et gaderudenet blev lagt over Norrmalm og Södermalm, hvilket endnu i dag præger byens bybillede. Stockholms befolkning formeligt eksploderede og tiltog fra 9.000 (1630) individer til næsten 60.000 individer (1685). Næststørste stad var Åbo med godt 5.800 indbyggere, derefter kom Falun, Malmø og Göteborg.
Kortene viser ofte det eksisterende vejnet under det nye rudenet, som på forslaget til regulering af Södermalm (1641) og Härnösand (1648), se kortene nedenfor.
- 1600-tallets rudenetsplaner
- Södermalm 1641
- Askersund 1643
- Härnösand 1648
- Falun 1664

I hele perioden efter middelalderen frem til 1800-tallet anden halvdel kendetegnes svensk byplanlægning af retvinklede rudenetplaner i overensstemmelse med renæssancesens idealer. Idéerne kom fra Italien og blev spredt via plancher visende planer og bygningsværker samt propagandistiske beskrivelser. Efter Stockholm fulgte Köping og Norrköping (1641), Hedemora (1642) samt Uppsala (1643).
Også nyoprettede stæder fik samme ganske enkle og skematiske rudenetsplaner, hvor torvet og kirken var den eneste variation. Endnu i dag ses disse planmønstre i næsten samtlige vores byer. Her kan nævnes den rige mineby Falun, hvis rudenetbyplan blev tegnet i 1664 og byen blev anlagt langs begge sider om Faluåen. Ved denne tid var Falun Sveriges den næststørste by med cirka 6.000 indbyggere. I Stockholm gennemførtes en mere terræntilpasset og varieret byplanlægning som ligner en radialplan med slottet Tre Kronor i centrum. Muligvis var et forbillede den venetianske modelby Palmanova.
En speciel variant i stadsplanlægningen udgjorde de så kaldte fæstningsstæder. Det var byer med et omgivende stjerneformet fæstningsanlæg med voldgrave. Selve byen var også her anlagt efter et retvinklet mønster (undtagen Fredrikshamn som havde en radialplan), men befæstningskransen var flerkantet med fremspringende bastioner. Det blev meget dyre indgreb og kun nogle få byer af denne type blev realiseret, blandt dem Karlskrona, Helsingborg, Göteborg og Kalmar. Projektet for reguleringen af Landskrona til en fæstningsby forblev på papiret. Jönköpings fæstningsplan fra 1620 blev kun gennemført delvis. Fredrikshamn (finsk Hamia) er en af de få fæstningsbyer i Europa, som blev konsekvent opført efter en radialplan, og som fortsat i dag har bevaret grundtrækkene og en del af befæstningerne.
Stadsplanedokumenterne for fæstningsbyer, som den for Fredrikshamn og Landskrona (billede øverst), er ofte æstetisk dyre.
- Svenske fæstningsstæder
- Jönköping 1620
- Göteborg 1644
- Kalmar 1650
- Fredrikshamn på Ålandsøerne 1720

Det mest almindelige tiltag i forbindelse med nyplanlægning af byer var flytning af bebyggelsen. At flytte træhuse var forholdsvis enkelt. De kunne let tages fra hinanden og sættes sammen igen et andet sted. Blandt andre blev Västervik 1544 og Eksjö 1569 samt den Nye Lödöse (Göteborgs forgænger) flyttet i slutningen af 1500-tallet. Nedrivninger af eksisterende bebyggelse blev sommetider gjort i forbindelse med, at slotte eller befæstninger skulle anlægges. I Vadstena blev i 1540'erne den middelalderlige bydel Sanden nedrevet for at give plads til Vadstena slott.
Reguleringen indebar at i hundredvis af huse og gårde blev nedrevet eller blev flyttet for at give plads for statelige stenhuse. Med hensyn til byens størrelse var det en omdannelse som til sit omfang var udstrakt større end Norrmalm-reguleringen, omdannelsen af Stockholms city i tiden fra 1950- til 1970'erne. Ofte blev også brande anledning til at sikre, at genopføre den afbrændte bydel skete med en ny, helt ændret grundplan og at foreskrive bebyggelse med stenhuse i stedet for træhuse eller et vejnet, som skulle besværliggøre spredning af fremtidige brande. Den første planmæssige regulering, som havde en brand som anledning, blev i 1613 udført i Kalmar og efter Stora branden 1625 (den store ildsvåde i 1625) på den vestlige side af Byholmen blev Stockholms første gaderegulering med en retvinklet rudenetplan udført.
Endnu i 1700-tallet dominerede den enkle rudenetplan, omend en del variationer blev indført. Det gjaldt eksempelvis strandgader med kajer for at sikre adgang til vand ved brand. Stockholm havde allerede i 1600-tallet fået sin strand-paradegade i Skeppsbron (Skibsbroen), fulgt af frie strande på Riddersholmen og Norrmalm. Eksempler fra andre byer med frie strande er Karlstad (1752), Falun (1761) og Gävle (1776). Også træplantede alléer begyndte at løsne de stive byplaner op. De fungerede også som brandmure som Carl Johan Cronstedt mente i en skrivelse i 1767. I 1700-tallet var befolkningstilvæksten lav. I Stockholm tiltog den slet ikke mellem 1685 og 1710. Derfor tog lang tid det til langt ind i 1800-tallet inden, at stormagtstidens byplaner blev fuldt ud realiseret.
1700-tallets svenske stadsplaner tegnedes som regel af stadsingeniørerne. En af dem var landets første stadsingeniør Anders Torstensson. Han planlagde ikke kun Stockholms "malme" (bydelene Norrmalm og Södermalm) men også Södertälje, Uppsala, Åbo og yderligere nogen stykker.

## Industrialismens stadsplanering og rudenetsplaner
Da den industrielle revolution kom til Sverige, øgede indbyggertallene i byerne igen og det kraftigt. Sverige havde ved 1800-tallet midte omtrent 3,5 millioner indbyggere. Mellem 1860 og 1900 blev befolkningen i de svenske byer fra tredoblet 0,43 til 1,37 millioner personer. Stockholm var landets største industriby, men også Göteborg, Norrköping og Gävle var vigtige industribyer og flere kom til. Der krævedes en overordnet planlægning for at kunne tilgodese byernes behov for boliger, skoler, sygehuse, fængsler, fabrikker og ikke mindst var planlægning krævet af hensyn til den nye infrastruktur i form af jernbaner, med deres nye stationsbygninger samt for vandværker, gas- og elektricitetsværker. Store hensyn skulle tages til brandbeskyttelser og "sundhedsspørgsmål".
Opgaven at formulere en sådan overordnet byplanpolitik gik til Albert Lindhagen. Hans planforslag blev vedtaget i 1874. Det blev en byplanlægning, som også har målt med europæiske mål var moderne og progressiv. Byggeforordningens hovedpunkt var, at det blev obligatorisk for byer og tætsteder at have en byplan, som skulle regulere byens udbygning. Begrebet byplaner overlevede indtil 1987, da det blev ændret til "detaljplaner".
Ved den hurtige stadsudbygning, som nu fulgte, var rudenetsplanen fortsat det dominerende træk. Idéerne blev først og fremmest hentet fra de store kejserstader på kontinentet, Sankt Petersborg, Wien, Paris og Berlin, hvor Ringstraße i Wien og Georges Eugène Haussmanns boulevarder i Paris blev forbilleder. Byplanerne for disse byer byggede på en klassicistisk tradition med retvinklede kvarterer indordnede i et storstilet system af gadeaksler og stjerneformede pladsdannelser. I Göteborg blev disse idéer gennemført allerede inden den almene byggeforordning var kommet til. Sveriges første byplankonkurrence gjaldt områderne uden for Göteborgs voldgrav, de nuværende bydele Gullbergsvass, Heden, Lorensberg, Vasastaden og Haga. Med udgangspunkt i resultatet herfra udarbejdedes en byplan, som blev vedtaget i 1866, hvor hovedaksen blev dannet af Kungsportsavenyen. Fortsat var brandkatastrofer den udløsende faktor for omfattende byplanlægninger, som Sundsvall-branden og bybranden i Umeå, begge i 1888.
- 1800-talets rudenetsplaner
- Vänersborgs plan fra 1834 som i princippet blev gennemført
- Albert Lindhagens generalplan for Stockholm, overvejende gennemført
- Plan for regulering af Söderhamns stad fra 1876, delvist gennemført
- Plan for regulering af Kalmar fra 1877, blev ikke gennemført

Industrialismens byplanlægning var den stive rektangulære kvartersbys tid. Planarbejdet blev ofte udført af ingeniører og var sommetider rene skrivebordsprodukter, som ikke kunne gennemføres i praksis. I Tidsskrift for Byggekunst og Ingenjörsvetenskab publicerede arkitekt Adolf W. Edelsvärd i 1859 en strengt symmetrisk model-byplan for svenske byer med jernbanestationer. Karakteristisk for de datidige idealer var den store plads foran stationsbygningen, som blev omgivet af offentlige bygninger, til højre og venstre derfor udbredte et rektangulært kvartersmønster sig for boligejendomme.
Også Stockholms "Gamla stan" skulle forvandles efter de nye idealer i byplanarkitektuen. Der blev fremlagt ikke mindre end ti seriøse forslag for en ny rudenetplan over bydelen. Den mest langt brugbare blev i 1873 præsenteret af Rudolf Brodin, Axel Kumlien og Axel Ryding. "Gamla stan" slap dog for en fuldstændig omdannelse takket være de høje omkostninger som et sådan projekt ville have indebåret.

## Nationalromantikkens bløde former og havebyer
Mod slutningen af 1800-tallet kom nye stadsplaneidéer til Sverige. Et antal unge arkitekter og ingeniørerhavde blev trætte af regelbundenheden og plæderede for en blødere, terræntilpasset byplanlægning uden endeløst lange esplanader . Det var den østrigske arkitekt Camillo Sittes tanker, som var blevet oversat til svenske forhold. Også byplanlægningen blev smittet af datidens kunstretning: nationalromantikken, og kritikken mod "ingeniørbyer" eller "landmålingsbyer" som var blevet til ved hjælp af linealen og "uden egentligt kunststudium" blev fremsat af blandt andre Per Olof Hallman.
En talsmand for dette nye ideal var udover Hallman tillige Fredrik Sundbärg (senere stadsarkitekt i Landskrona) som 1897 skrev i tidskriftet Ord och Bild: "Hvorhen man henvender sig, i små eller store byer, på jævn eller kuperet jord, ser man næsten kun schackbrædesystem…" Sundbärg havde skrevet nogle kritiske artikler mod den gængse måde at planlægge byer på i Sverige. Han mente, at rudenetsystemet godt nok blev tilpasset også udenlands, men i Sverige havde der haft ekstra stor fremgang. Som et advarende eksempel pegede han på Skara, hvor man hensynsløst havde tegnet et rudenet over middelalderbyplanen. Ironisk undrede han sig over hvorfor man havde skånet domkirken, som forstyrrede det smukke system. Planen blev aldrig gennemført, og Skara har bevaret sit middelaldervejnet.
- Den bløde byplanlægnings tilhængere
- Albert Lilienberg
- Per Olof Hallman
- Fredrik Sundbärg
- Gustav Linden

Per Olof Hallman var specialist i byplaner og ivrede for, hvad man da mente var moderne og sunde idéer på dette område. Han udarbejdede planer for en lang række svenske småbyer, blandt andre Kiruna, Kalix, Boden, Haparanda, Härnösand, Ludvika, Sigtuna, Åre og Västerås. I Stockholm skabte han mange byplaner, blandt andet for Lärkstaden (1902-1907), Aspudden (1906), Diplomatstaden (1913-1915) og Röda bergen (1922). I året 1901 vandt han (sammen med kollegaen Fredrik Sundbärg) 1. præmie for byplanen for den nye bydel Johanneberg i Göteborg. For gennemførelsen ansvarede hovedsageligt Albert Lilienberg, Göteborgs første stadsingeniør (1907-1927) og også han en tilhænger af Sittes idéer. Til de største og mest konsekvent gennemførte områder i Sittes ånd hører Bagaregården og Kungsladugård i Göteborg. Her opførtes efter arkitekt Arvid Fuhres tegninger de for Göteborg typiske landshøvdingehuse med en lejlighed i sten og to etager i træ.
Også Gustav Linden, fra 1912 stadsarkitekt i Linköping, var tilhænger af Camillo Sittes idéer om en blødere, terræntilpasset og kunstnerisk udformet byplan. Lindens store indsats skulle blive en generalplan for Linköping, som blev klar i 1923. Denne plan domfattede også fremtidige udbygningsområder og blev det hidtil mest gennemarbejdede eksempel på en sådan overordnet plan.
Endnu en byplanlægger i gruppen omkring Sittes idéer var civilingeniøren Nils Gellerstedt. Han vandt i 1906 førstepris i byplankonkurrencen for Helsingborg. Konkurrenceprogrammet lignede meget det i Göteborgskonkurrencen fem år tidligere, også her var terrænet stærkt kuperet, og anledningen til byplanen var en kraftig befolkningstilvækst i byen. Dommerkomiteen syntes at "den maleriske virkning i bybilledet overbeviste". Hallman, Gellerstedt og Lilienberg stod skønsvis for 80% af alle svenske byplaner i 1900-tallet første årti.
- Nationalromantikens byplaner; eksempler
- Stadsplan for Diplomatstaden og Nobelparken i Stockholm udarbejdet af P.O. Hallman i 1911
- P.O. Hallmans stadsplan for Kalmar som udarbejdedes 1906, sml. med rudenetplanen fra 1877
- Stadsplan for Lidköpings udvidelse udarbejdet af Nils Gellerstedt i 1906
- Hallmans stadsplan for Röda bergen fra 1922 gyldig endnu i dag

Stenbyen rakte snart ikke længere til for at tage imod den store tilstrømning af mennesker. Igennem tilblivelsen af offentlige kommunikationsmidler blev det nu muligt at bebygge nye områder længere ud fra byens centrum og havebyer, villabyer og forstæder blev født. Havebyens idé var kommet fra England og socialreformatoren Robert Owen samt byplanlæggeren Ebenezer Howard. Tanken var, at flere havebyer (Garden Citys) skulle, som satellitter, placeres tæt på naturen omkring hovedstaden (Central City).
I bogen "Stockholms förstäder och villasamhällen" fra 1911 præsenteres ikke mindre end 30 eksempler fra Täby villastad i nord till Nynäs villastad i syd. I en beskrivelse af Aspuddens forstad hed det angående kommunikationer: "Dessa komma att blifva synnerligen bekväma och snabba och sker nu genom den elektriska spårvägen från Liljeholmsbron till Hägerstens allé." (disse vil blive bekvemme og hurtige og sker nu med den elektriske sporvej fra Liljeholmsbroen til Hägerstens allé).."
Foruden i Stockholm findes også i Göteborg flere eksempler på områder, som er blevet inspireret af den engelske haveby, blandt andre Örgryte trädgårdsstad, Landala egnahemsområde, Bagaregården. Også i Skellefteå findes en haveby.
1. Verdenskrig blev et tab for byggeaktiviteten i Sverige og i 1920'erne var Hallmans og Gellerstedts idéer hovedsageligt overspillede (Sundbärg døde allerede i 1913). Nationalromantikkens epoke var ovre, og byplanernes maleriske legesyge også, nu skulle planerne være mere stramme i 1920-talsklassicismens ånd. Albert Lilienberg havde tidligt tilpasset sig til den nye retning, hans planer blev strammere og mere teknisk indrettede men også mere skabelonagtige. I året 1927 blev Hallman afløst af Lilienberg som stadsplanedirektør i Stockholm.

## Mellemkrigstid og modernisme
Mellemkrigstiden var også en brydningstid for svensk arkitektur og byplanlægning. Modernismens formideal var, som så ofte, kommet fra udlandet, først og fremmest fra Tyskland og den berømte Bauhauss-skole i Dessau. I Sverige blev stilretningen kendt som funktionalisme, og den fik sit definitive gennembrud i og med Stockholmsudstillingen i 1930, hvor Gunnar Asplund var udstillingsarkitekt. Landets unge arkitekter som Sven Markelius, Paul Hedqvist, Kurt von Schmalensee, Nils Ahrbom, Helge Zimdal, Uno åhrén, Sigurd Lewerentz og KFAI's chef, Eskil Sundahl deltog med bidrag til udstillingen, hvor de viste den nye funktionalistiske verden. Begrebet "Folkhemmet" i en svensk tapning blev formuleret i 1928 af Per Albin Hansson.
Et år efter udstillingen udkom propagandaskriftet "Acceptera", skrevet af Gregor Paulsson sammen med Gunnar Asplund, Wolter Gahn, Sven Markelius, Uno Åhrén og Eskil Sundahl. Den gik ud på at den nye tids formsprog, det vil sige funktionalismen, måtte accepteres og at historiens byggekunst ikke længere kunne lære os noget, tværtimod, den var en hindring og en belastning:
"Hvis vi vil kræve hygiejnisk ligeværdige boliger for alle, så vil kravet om direkte adgang til sollys for alle boliger komme til at give de ny boligområder en helt ny karakter. Derfor nødvendigheden af et åbent byggeprincip med parallelle huse, hvis retning bestemmes af hensynet til solen, i øst-vest, hvis der er tale om gennemgående lejligheder, ellers nord-syd. Førstnævnte hustype har dog den fordel, at den dels giver mulighed for gennemluftning, dels giver boligerne en virkelig effektiv solside."
I 1934 udkom et andet opsigtsvækkende debatskrift som også skulle påvirke mellemkrigstidens boligbyggeri: "Kris i befolkningsfrågan" (Krise i befolkningsspørgsmålet) af Alva og Gunnar Myrdal. I bogen blev konsekvenserne af en fortsat lav nativitet i Sverige og forslag behandlet til hvordan, den kunne overvindes.
Planerne blev virkeliggjort i Stockholms nye forstæder med flerfamiliehuse som i Hammarbyhöjden og Traneberg, ofte bebygget med smalhuse , og også i ejerboligområder som i Norra Ängby og villaområdet Södra Ängby. Det sidst nævnte menes at være et af verdens største bevarede villaområder i funktionalistisk arkitektur, og beskyttes af Riksantikvarieämbetet som rigsinteresse. Mange af byplanerne var blevet tegnet af Thure Bergentz, som var Albert Lilienbergs nærmeste mand.
- Funktionalismens byplaner, nogle eksempler fra Stockholm
- Norra Ängby,
 6. april 1930
- Riksby kolonihaveområde,
 30. august 1930
- Traneberg,
 14. marts 1934
- Södra Hammarby,
 18. april 1936

I 1931 stadsplanelag og byggeforordning blev et nybyggeriforbud indført i byområder som var genstande for en planredegørelse. Begrebet nybyggeriforbud indeholdt også forbud mod oprustning og modernisering af ejendommen. Tanken var at forhindre værdistigning, som skulle fordyre fremtidig erstatning for ejendomme i saneringsområder, men reguleringen førte også til, at husejere ikke længere vedligeholdt deres bygninger og ejendommene i de berørte områder forfaldt.
I Stockholm påbegyndtes planlægningen af en omdannelse af Nedre Norrmalm i og med Albert Lilienbergs Generalplan af Stockholm 1928, som forordnede, at Sveavägen skulle gå snorlige fra Sveaplan till Gustav Adolfs torg. En international byplankonkurrence igangsattes i 1932, men til trods for at der blev indleveret 350 bidrag, skete der ikke yderligere. Det, som senere skulle kaldes Norrmalms totalfornyelse, endevendtes i mange år og blev først virkeliggjort efter 2. Verdenskrig. Albert Lilienbergs idéer fik intet gehør. Han blev i 1944 efterfulgt af Sven Markelius.

## Rekordår, stadssaneringer og det så kaldte "miljonprogrammet"
Mange byplanprojekter havde ligget på is under 2. Verdenskrig og endnu i begyndelsen af 1950'erne var den svenske boligstandard blandt de laveste i Europa. Efter krigen fandtes et ophobet behov. Nu ville man endelig komme i gang med det store arbejde til at virkeliggøre folkehjemmets og modernismens byplanidealer. Efterkrigstidens rekordår med en lang højkonjunktur for Sveriges eksportindustri gav landet økonomiske forudsætninger at finansiere projekterne. Stockholm by besluttede i 1945, på byggeborgmester (byplanadministrationsmyndigheden) Yngve Larssons initiativ, at påbegynde Norrmalms totalfornyelse. Det blev den mest omfattende svenske citysanering i moderne tid og engagerede en stor del af Sveriges arkitektelite. Norrmalms totalfornyelse muliggjorde udbygningen af tunnelbanen og foregik i en lang periode, og efterhånden under voksende offentlige protester. Elmestriden i Stockholm 1971 plejer at angives som totalfornyelsens vendepunkt, og derefter var ingen større ændringer politisk mulige i byens centrale dele, nu gjaldt "varsom ombygning" og for det var ingen store planændringer nødvendige.
Sven Markelius skulle som Stockholms stadsarkitekt mellem 1944 og 1954 forestå arbejdet med Stockholms nye satellitforstæder. Inspirationen kom endnu en gang fra udlandet og den engelske nabolagsplanlægning, Community centre, hvor mindre boligområder med små centre blev grupperet omkring et stort centrum med kommunal og kommerciel service. Den første tilpasning af denne idé skete syd for Stockholm, hvor Markelius engagerede arkitekten David Helldén til at tegne en byplan til det sydlige Hammarby, som senere fik navnet Björkhagen. Det største projekt lå dog nord for byen, langs Mälaren og blev kaldt Vällingbygruppen. Forstæderne blev udlagt som perler på en snor langs den nye metros linie (den nuværende Grønne linie), adskilt fra hinanden med grøntområder. Vällingby med Vällingby centrum udgjorde hovedpunktet i denne planlægning, som fik stor international opmærksomhed og blev paradeeksemplet på folkehjemsskabelsen.
I Göteborg var Tage William-Olsson stadsplanechef mellem 1943 og 1953, hvor han efterfulgte Uno Åhrén, som hade haft stillingen siden 1932. William-Olsson, som var en af mændene bag det opsigtsvækkende Slussenprojekt i Stockholm, havde præsenteret mange meget gennemarbejdede forslag for ændringen af Nedre Norrmalm, men ingen af hans idéer blev realiseret. I Göteborg engagerede han sig hovedsagelig i boligspørgsmålet. Han planlagde nye bydele og udviklede hustyper. I en tiårsperiode blev områder for 34.000 lejligheder planlagt; blandt dem Bagaregården (1944), Tolered (1946), Kungsladugård (1947), Södra Guldheden (1948) og Kortedala (1952).
- Efterkrigstidens småskala-områder
- Björkhagen, Stockholm byggedes i årene 1946–1950
- Backström & Reinius' Stjernehusene i Gröndal og Rosta opførte i 1940- og 1950-erne
- Backströn & Reinuis Terrasshuset, Gröndal opført 1958 og 1962
- Årsta og Årsta centrum, Stockholm blev indflytningsklar i 1943

- Rekordårenes nye centrum-områder
- Vällingby Centrum indviet den 14. november 1954
- Hötorgshøjhusene, Stockholm, bygget 1955–1965
- Frölunda Torg, Göteborg, indviet den 8. september 1966
- Skärholmens Centrum, Stockholm, indviet 1968

Ikke alle projekter havde udpræget modernistiske indslag. Sven Backström og hans partner Leif Reinius omdannede stive planer til legesyge varianter. Deres stjernehusområder blev blandt andet opført i Gröndal i Stockholm (1944-1962) og mest konsekvent i Rosta i Örebro (1947-1951). Særligt Örebro blev anset som en "mønsterby", hvor byens stærke mand Harald Aronsson som kommunalråd styrede boligpolitikken i 1950- og 1960-erne. Backström & Reinius' Rosta og Baronbackarna . som blev tegnet af White arkitekter (1953-57) er de mest kendte af de store Örebro-områder, de indeholdt i 1.340 henholdsvis 1.230 lejligheder. Det var en størrelsesorden, som var endnu usædvanlig i Sverige.
I Malmø opførtes småskalaområder som Augustenborg (1948–1952), hvor initiativtager var stadsplanechef Gunnar Lindman. Også Årsta centrum i Stockholmsbydelen Årsta var small-scale. Byplanen for Årsta centrum frem blev hevet i 1940 af arkitekten og chefen for Svenska Riksbyggen Uno Åhrén. Bygningerne blev så tegnet af arkitekterne Erik og Tore Ahlsén.
I den statslige bostadssociala utredningen 1947 behandledes blandt andet saneringen af bykernerne. Den fremherskende indstilling var at "saneringssmoden" bebyggelse skulle rives ned og give plads til nybyggerier. Adskillige byer rev ældre bebyggelse i stort omfang og bykernerne forandredes på bekostning af identitet og historisk forankring. Dertil kom, at 1931 års stadsplanelag og byggeforordning havde ført til et forfald af ejendomsbestanden.
I slutningen af 1950-erne var der mange mennesker, som så frem imod forandringerne og det nye, som skulle komme. I de svenske landsbyer stod som oftest kommunens stadsarkitekt selv for udformningen af det nye inderby. Resultatet viste sommetider en usikkerhed i design af volumener og detaljer.
- Nedrivninger af ældre stadsbebyggelse; fire eksempler
- Västerås, Stora torget 1962
- Stockholm, Hamngatan 1968
- Göteborg, Kungsportsavenyen 1964
- Göteborg, Landala 1960-erne

Også Sveriges landsbyer havde svært ved at klare den stigende strøm af privatbiler. Ved opførelsen af omfartsveje blev centrale bydele frigjort fra gennemfartstrafik. Nye bygninger for Domus, Tempo og EPA, fulgt af borgerserviceinstitutioner som alkoholmonopolforretninger og apoteker langs en ny gågade karakteriserede mange svenske provinsbyers centrale dele. När Domus kom till stan er en dokumentarfilm af Anders Wahlgren fra 2004, som kritisk behandler omdannelsen i 14 svenske byer som førte til "en af de største byomdannelser i Sverige igennem tiderne".
Fotografen og journalisten Jeppe Wikström tegner et mere forsonligt billede af 1950- og 1960-tallets byforandringer. Han indleder sin bog Tråkiga vykort  fra 2002 med blandt andet følgende ord: "Krigen var ovre, økonomien blomstrede og mange små samfund ville forsøge at opnå lidt kontinental lysstyrke. Et nyt højhus, en ny Konsumbutik, et vejkryds, en fabrik eller en bevogtet jernbaneovergang var beviset på at man var på vej imod den store verden". Alt det nye var vel værd at afbilde på postkort i farve. Således præsenterede Umeå stolt sin nye gågade og Boden sit nye vejkryds. Men til forskel fra eksempelvis Stockholm udraderede man den eneste historiske bykerne, man havde. Stockholms oprindelige bykerne, "Gamla stan", blev ikke berørt af nogen nedrivninger, selvom forsøgene til reguleringer af den gamle by havde været talrige.
- Tidstypiske postkort fra de mindre byers nye centre
- Boden
- Skellefteå
- Umeå
- Örebro

I forbindelse med Norrmalm-reguleringen nedreves et stort antal ejendomme på nedre Norrmalm i Stockholm. Ifølge oplysninger blev 700 bygninger, der i blandt et antal kulturhistorisk værdifulde bygninger som Sagerska husen, Sidenhuset og Blancheteatern, trods stærke protester. Reguleringen er både blevet kritiseret og beundret, såvel i Sverige som udenlands, og flere af de ejendomme som blev opført som resultater af Norrmalm-reguleringen er i dag bygningsfredet.
L 1964 overtog Göteborg rollen som førende i landets nedrivningsaktivitet. Til forskel fra i Stockholm, hvor nedrivninger var foregået siden det tidlige 1900-tal for at løse blandt andet trafikproblemer, berørte Göteborgs nedrivninger boligområder uden for bykernen. For at klare opgaven dannedes i 1960 saneringsselskabet "Göta Lejon", som blev ejet i lige store andele af kommunen og erhvervslivet. Ser man på det totale antal nedrivninger i Göteborg mellem 1959-1974, blev nedrevet omtrent lige mange lejligheder i begge byer. I forhold til befolkningen blev der altså nedrevet omtrent dobbelt så meget i Göteborg. Mange af byens berømte landshövdingehus forsvandt under denne nedrivningsbølge.
Nye skældsord blev til: nedrivningshysteri og nedrivningsraseri. Et paradoks efter som ingen som organiserede eller udførte nedrivningerne var "rasende" eller "hysteriske": nedrivningerne var blevet foretaget i "god intention" og når der blev revet ned, var protesterne i første omgang usædvanlige. Endnu rådede fremskridtsoptimisme og samfundsordningen var således, at det var sjældent at kritisere politikeres og eksperters beslutninger. De som alligevel gjorde modstand, måtte høre, at de ikke forstod deres eget bedste.
Vendepunktet i folkeopinionen til en mere kritisk og tvivlende indstilling til myndighedsbeslutninger kom med den så kaldte elmestrid i Kungsträdgården i Stockholm 1971. Den nye indstilling blev opfanget af Stockholms politikere og havde sine konsekvenser: byfornyelsen i henhold til city 67 blev afbrudt og blev erstattet af cityplan 1977. Der blev angivet nye, blødere retningslinjer som indebar at: "Fornyelsen skal ske uden gennemgribende forandringer af kvarterer og vejnet og at fornyelsen forudsættes ske i individuel regi undtagen i dem fald plangennemførsel inden for et område må ske i en sammenhæng." I dag er begrebet "nedrivningshysteri/- raseri" ensbetydende med myndighedsudøvelse i forbindelse med umotiverede nedrivninger. Et eksempel, hvor udtrykket "nedrivningsraseri" blev anvendt igen, var i 2009 i forbindelse med den planlagte men stoppede tilbygning for Stockholms Stadsbibliotek.
- To eksempler fra tiden 1965–1974
- Treetagers smalhus var den almindeligste bygningstype og tegl det almindeligste facademateriale.[67] Disse huse er dog beklædte med kalksandsten
- Höghusområdet Kryddgården, en del af (bydelen, som tillige omfatter et ældre villaområde) Rosengård

Næsten samtidig som cityplan 1977 trådte i kraft afsluttedes en periode hvis benævnelse "miljonprogrammet" først fremkom langt senere. Noget statsligt program var der aldrig tale om men snarere en summering, gjort af media, angående antallet af lejligheder opførte mellem 1965 og 1974. Den bebyggelse, som blev resultatet af disse 10 år, omfatter i dag cirka 25 % af Sveriges samlede boligbebyggelse og kan ses som et dokument over velfærdssamfundets ideal.
Rekordårene berørte hele landet. Nogle af de mest kendte områder er Skärholmen og Tensta i Stockholm, Hammarkullen i Göteborg og Rosengård i Malmö. I alt blev mellem 1965 og 1974 bygget cirka 940.000 boliger, hvoraf 350.000 i småhuse, hvoraf 310.000 i byområder (tätort) og 40.000 i landdistrikter (glesbygd), og i alt omkring 590.000 boliger i flerbostadshus, hvoraf knapt 390.000 i byområder og omkring 200.000 i landdistrikter.
Den så kaldte miljonprogramstid er blevet forbundet med højhuse opførte af betonelementer, beton i facader anvendtes dog først i slutfasen, og en tredjedel af boligproduktionen udgjordes af småhuse som Kälvesta i det nordvestlige Stockholm. Her findes facader med yderside af puds, træ og tegl og meget af den oprindelige vegetation er bevaret. Kälvesta kan kaldes et "horisontalt miljonprogramsområde" med cirka 2.000 enfamiljsboliger. Byplanens projektering skete i samråd med arkitektkontoret Höjer & Ljungqvist, som planlagde for rækkehuse og kædehuse. De første huse blev bygget i 1966, og byggearbejdet fortsatte til midten af 1970-erne. Langs med Björnidevägen og Björnidegränd bor omkring 4.500 människor i rækkehuse, kædehuse, atriumhuse og i fritstående villaer. Flertallet af husene blev bygget som rækkehuse med 4 værelser og køkken.
I slutningen af 1960-erne meddelte omkring tredive almennyttige boligselskaber, at de begyndte at få vanskeligheder med at udleje især de store lejligheder. De første tegn på en vis uro vedrørende omfanget af de hundredvis af kommunale byggeprogrammer fortsatte mulighed for at blive realiserede begyndte at brede sig i 1972 blandt politikere, planlæggere og byggeselskaber, da en miljømarch med over 100.000 deltagere mod Stockholms "Regionplan 70" blev arrangeret. Endvidere begyndte konjunkturerne at vende, oliekrisen fik benzinpriserne til at skyde i vejret, og indbyggertallene i storbyerne faldt. Det babyboom, som havde eksisteret siden 1965, ebbede ud og stoppede i 1975. Den "grønne bølge" bidrog til, at en del unge familier begyndte at flytte fra stæderne.
Massemediernes kritik hørtes også, da Dagens Nyheter den 10. september 1968 skrev “Riv Skärholmen”. Det var to dage efter, at Prins Bertil havde indviet Skärholmens centrum med pomp og pragt. I avisens artikel kunne man blandt andet læse: “Skärholmens skyline er en kulisse omkring et forstadscentrum som er et af de mest menneskeforagtende som hidtil er bygget, en for sen import af amerikansk byplanlægning fra slutningen af fyrrerne, forældet allerede da.” Indlægget udløste den så kaldte Skärholmsdebatten.
Boligmangelen afløstes på kort tid af boligoverskud med tomme lejligheder. I 1970-ernes første halvdel voksede antallet af tomme lejligheder fra byggeprogrammets hele bestand, og problemet var ikke længere begrænset til visse steder eller visse lejlighedsstørrelser. En lignende udvikling skete i mange europæiske storbyer. Som en reaktion på tidens flerbostadsbyggeri kom en småhusbølge, og andelen af nybyggede småhuse voksede fra cirka en tredjedel til tre fjerdedele (1977) af den samlede boligproduktion. Samlet faldt boligproduktionen og som følge heraf tillige beskæftigelsen i byggebranchen. Det medførte efterhånden høj arbejdsløshed i byggearbejde- og arkitektkredse.
Rekordårene førte til, at Sverige på 25 år fik en af verdens højeste boligstandarder. Perioden fik dog allerede tidligt kritik, især storbyernes nye forstæder blev i folkemunde kaldt "nybygget slum", hvor sammenlagt 40.000 lejligheder stod tomme efter rekordårenes afslutning. Først i 1990-erne voksede et mere nuanceret billede frem med idéer om delvis nedrivning og delvis sanering og oprustning af udsatte områder, hvor en segregation af befolkningen kunne konstateres.

## Postmodernisme og byplanlægning ind i det 21. århundrede
Slutpunktet for de store statslige nybyggeriprojekter blev de sene 1970'ere og dermed også en omstilling i boligarkitekturen, nu skulle der bygges tæt og lavt. Inspirationen kom denne gang fra Danmark. En tidlig repræsentant for den nye, den mere intime byplanlægningsprincip var Ralph Erskine. Hans organiske, til verdenshjørner og terræn godt tilpassede, byplaner fik international berømmelse. Her kan nævnes Kvarteret Ortdrivaren i Kiruna (1966), Nya Bruket i Sandviken (1973-1978) og Myrstuguberget i Huddinge kommun (1977-1985) samt Ekerö centrum (1983-1991). I Stockholm opførtes blandt andre Kista (1977-1980), Skarpnäcks gård (1980'ere) og Södra Stationsområdet (1986-1990) efter tæt-lav-princippet. Efter samme princip blev 1940'ernes luftige og åbne boligområder som Hammarbyhöjden og Traneberg fortættet.
Som en modreaktion mod storskala byprojekter, som forekom i miljonprogrammet, præsenteredes på flere steder i Sverige nye, småskala boligområder som i sit arkitektoniske udtryk anvender tidligere byggetraditioner. Resultaterne er sommetider af fagkredse foragteligt blevet betegnet som pastiche men er blevet værdsat af offentligheden. Her kan nævnes S:t Eriksområdet (1995-1998) i Stockholm, som minder om den svenske 1920-talsklassicisme samt Jakriborg (første etape færdig i 1999) syd for Lund, hvor den arkitektoniske udformning knytter til den førindustrielle stil i Lund-slettens byer og de hanseatiske kystbyer ved Østersøen og Nordsøen.
I jagten på nye byggeområder for boliger begyndte man i slutningen af 1990-erne også at udnytte stadsnære industri- og havneområder, hvor industri- eller havnevirksomhed var blevet nedlagt eller flyttet væk. I begyndelsen af 1990'erne opstod et større boligområde i Stockholm efter denne model: Hammarby sjöstad, et tidligere havneområde langs Hammarbyleden. Området udmærker sig igennem en meget nøjagtig detailplan oprettet af planforfatteren Jan Inghe, hvor planarkitekten ved Stockholms bygningsinspektorat Aleksander Wolodarski udøvede en afgørende indflydelse under udformningen.
Lignende havneområder, som er blevet og bliver attraktive, havnære boligområder er Norra hamnen i Helsingborg (1995-1999) med Ole Reiter som planarkitekt, og Norra Älvstranden i Göteborg (1989-) samt Västra hamnen med Turning Torso i Malmö, som kom til i forbindelse med den opsigtsvækkende bomesse Bo01.
- Ældre havne- og industriområde med nyt liv
- Västra hamnen og Turning Torso
- Lilla Essingen
- Hammarby sjöstad
- Norra hamnen, Helsingborg

I mange byer findes nu byudviklingsprojekter. Södra Älvstranden er et sådan projektområde i Göteborg beliggende langs med den sydlige strand af Göta älv. I programmet for områdets bebyggelse har kommunen lagt sig fast på ønskerne om en bydel med blandede funktioner, som udnytter den vandnære situation. Flere parallelle opgaver evalueres af en gruppe fra blandt andet Göteborgs bygningsinspektorat og Älvstranden utveckling. I 2009 var detailplanen i samråd, synspunkter er blevet samlet og et nyt forslag skulle udstilles i begyndelsen af 2011. I året 2014 planlægges sporvejen vare klar og den første indflytning skulle ske 2015.
Nogle i 2009 igangværende stadsudviklingsprojekter i Stockholm, hvor gamle industrigrunde forvandles til boligområder er Lindhagen, Norra Djurgårdsstaden og Årstadal. På tur står nogle af stadens sidste større stadsnære industri- og jernbaneområder: det gamle Norra stationsområdet (med projektet Hagastaden og Lövholmen. Angående det Nordlige stationsområde siger planarkitekten Aleksander Wolodarski: "Nordlig station det største jeg har lavet. Alt jeg har gjort tidligere er småfluer i sammenligning".
Et nyt aspekt er kommet ind i stadsplanlægningen i begyndelsen af det 21. århundrede: at skabe forudsætninger for et økologisk holdbart og energibesparende samfund. Som et nyere eksempel fra Malmö viser, deltager nu ikke bare aflønnede specialister i et sådan arbejde men også partipolitiske ubundne grupper som arbejder idealt. Idéen om en økoby er ikke helt ny. Understenshöjden er et boligområde, som blev opført mellem 1994 og 1996 som Stockholms første økoby i Björkhagen. Det består af 44 lejligheder i 14 en- og toplanshuse samt et kvartershus. Teknikken var ikke helt udviklet og området fik kritik for energisløseri samt fugt- og mugproblemer.

## Byplanlovgivning
Selvom Sveriges middelalderbyer Stockholm og Visby ikke i forvejen var blevet planlagt ved tegnebordet, så kunne man aldrig bygge helt uden regler. Siden midten af 1300-tallet var byernes byggevæsner blevet reguleret igennem byggereglementet i Magnus Erikssons stadslov. Der fandtes bestemmelser om nogen vejbredde (8 alner, ca. 4,8 meter) og at man skulle bygge med hensyn til naboerne. Man måtte heller ikke bygge uden byggetilladelser og det foreskrevs at "to mænd skola vare i hver by, som skola se og inspicere bygninger og afgøre naboer imellem, hvordan de skulle bygge deres huse og rive dem ned, og om deres bøder, som blive dømt for brud." Kapitel XXII blev dedikeret den konstant tilbagevendende plage, bybrandene: "Om ild, hvordan om den skal værnes, og om dens straf, der ikke gør."
Magnus Erikssons byggningsreglement blev i 1618 stadfæstet af Gustav II Adolf uden ændringer. Under Karl XI kom i 1734 et nyt byggereglement, som gjaldt landet. Selve byggeaktiviteten i byerne skulle hvile på respektive landshøvding og hans råd.
Her fandtes bestemmelser om byggegrundinddeling, byggegrundmåling, gader og bygninger. En landsdækkende byggelovstiftning kom først i 1874. Den var blevet udarbejdet af Albert Lindhagen. Nu blev det obligatorisk for hver by at have en byggeordning, som var fastlagt i overensstemmelse med rigsforordningen. Der skulle findes et byggnadsnämnd (byggenævn) med fem eller tre medlemmer, som skulle kontrollere, at byggeordningen blev efterlevet. Med 1931 byggeforordningen og stadsplanelov blev 1874 byggeforordningen ophævet, selvom den levede videre igennem overgangsbestemmelser og provisoriske byggeforskrifter frem til 1963, hvor efter tilbageværende vedrørende dele af 1874 byggeforordningen, byggeordner efter den samme ligesom provisoriske byggeforskrifter blev erstattet af lovtekst.
Fra 1. juli 1987, med nogle forandringer fra den 1. juni 1994 og den 2. maj 2011, reguleres planlægningen af jord, vand og byggeri i plan- og byggelovene (PBL). Planprocessen for at gennemføre en ny detailplan, eller for at ændre en eksisterende af slagsen, består af mange trin, fra "forstudie og jordtildeling" til juridisk gyldighed. Det kan tage flere år at gennemføre en ny detailplan. Mens svundne tiders byplaner var et anliggende for nogle få specialister, skal i dag alle berørte gives mulighed for at fremsætte sine synspunkter.